# Guidan Tangno
Guidan Tangno (auch: Gidan Tonio, Guidan Tagno, Guidan Tanio, Guidan Tonio) ist ein Dorf in der Stadtgemeinde Aguié in Niger.

## Geographie
Das von einem traditionellen Ortsvorsteher (chef traditionnel) geleitete Dorf befindet sich rund vier Kilometer südwestlich des urbanen Zentrums von Aguié, der Hauptstadt des gleichnamigen Departements Aguié, das zur Region Maradi gehört. Weitere Siedlungen in der Umgebung von Guidan Tangno sind Gangara im Südosten und Guidan Galadima im Südwesten.
Guidan Tangno ist Teil der Übergangszone zwischen Sahel und Sudan. Die durchschnittliche jährliche Niederschlagsmenge beträgt hier zwischen 400 und 500 mm. Beim Dorf gibt es zwei Teiche, die anders als früher nur noch zeitweise Wasser führen.

## Geschichte
Das Dorf Guidan Tangno wurde Anfang des 19. Jahrhunderts von einem aus Aguié stammenden ehemaligen Krieger namens Tanio (Tangno) gegründet.

## Bevölkerung
Bei der Volkszählung 2012 hatte Guidan Tangno 701 Einwohner, die in 92 Haushalten lebten. Bei der Volkszählung 2001 betrug die Einwohnerzahl 1335 in 170 Haushalten.
In ethnischer Hinsicht besteht die Bevölkerung vor allem aus Hausa. In den umliegenden Weilern haben sich sesshaft gewordene Fulbe niedergelassen. Die Bevölkerungsdichte in diesem Gebiet ist für nigrische Verhältnisse hoch.

## Wirtschaft und Infrastruktur
Für den Eigenbedarf wird Hirse angebaut. Maniok, Augenbohnen, Sesam und Erdnüsse aus Guidan Tangno werden im Stadtzentrum von Aguié verkauft. Eine weitere wirtschaftliche Aktivität im Dorf ist der Handel mit Vieh, Obst und Gemüse. Das Gebiet der Ebenen im südlichen Teil der Region Maradi, in dem Guidan Tangno liegt, ist von einer anhaltenden Degradation der ackerbaulichen Flächen gekennzeichnet, die mit der hohen Bevölkerungsdichte in Zusammenhang steht. Es gibt eine Schule im Dorf.